# Chorleywood (métro de Londres)
Pour la ville, voir Chorleywood.
Chorleywood est une station du métro de Londres.  Son nom originel était Chorley Wood, et les deux mots sont graduellement devenus un mot.